# 나 전달법
대인관계 커뮤니케이션에서 나 전달법(I-message) 또는 나 진술(I statement)은 말하는 사람의 감정, 신념, 가치 등에 대한 주장이며, 일반적으로 '나(I)'로 시작하는 주어 문장으로 표현된다. 반대로 '너 전달법'(You-message) 또는 '너 진술'(you-statement)은 '너'라는 단어로 시작하여 듣는 사람에게 중점을 두게 된다. 심리학자 토머스 고든이 1960년대에 어린이들과 토머스 기차 놀이 치료를 하면서 이 용어를 만들었다. 그는 부모들을 위한 그의 책에서 이 개념을 강조했다.

## 필수3요소
(1) 상황에 처한 화자(말하는 이)의 감정상태
(2) 청자(듣는 이)의 행동에 따른 결과 (또는 상황)
(3) 행동의 결과에 대한 중립적 진술

## 예
상황 : (너의 그러한 행동은 나의 마음을 아프게 한다)
(지시적 부정적 표현) 너 전달법 : 너 그 행동을 하지 마!
(권장 표현-긍정적 표현) 나 전달법  : 네가 그러면 내 마음이 아파.
너 전달법은 명령형으로서의 강제적이고 권위적인 요소를 포함하는 의사전달일 수 있을뿐만아니라 듣는 이로 하여금 자신의 의도와 상관없이 불완전하게 자신의 정체성이 일방적으로 결정되고 판단된다는점을 의미할 수 있다. 그러나 나 전달법은 듣는 이로 하여금 자신의 행동으로 상대방이 어떠한 상황에 놓이고 어떻게 영향받는지를 알게 됨으로써 '역할 수행 능력'을 촉진할 수 있을뿐만아니라 말하는 이는 자신의 의사를 차분한 대화로 전달함으로써 듣는 이로 하여금 대화의 중요성을 인식시킬 수 있다.
이러한 '나 전달법'은 대화에 있어서 말하는 이의 진실성을 상대방에게 전달할 수 있는 유효한 방법으로 알려져있다.

## 같이 보기
- 인본주의 심리학
- 하임 지노트